# ویلیام فورستر دیکسون
ویلیام فورستر دیکسون (انگلیسی: William Dickson; ۲۴ سپتامبر ۱۸۹۸ – ۱۲ سپتامبر ۱۹۸۷) فرد نظامی اهل بریتانیا بود. وی همچنین برندهٔ جوایزی همچون صلیب نیروی هوایی شده‌است. او نخستین افسری بود که به‌عنوان رئیس ستاد دفاع بریتانیا فعالیت می‌کرد.